# Вестервік (комуна)
Комуна Вестервік (швед. Västerviks kommun) — адміністративно-територіальна одиниця місцевого самоврядування, що розташована в лені Кальмар на східному узбережжі південної Швеції.
Вестервік 45-а за величиною території комуна Швеції.
Адміністративний центр комуни — місто Вестервік.

## Населення
Населення становить 35 951 чоловік (станом на вересень 2012 року).
| Кількість населення комуни Вестервік за 1900-2010 роки | Кількість населення комуни Вестервік за 1900-2010 роки | Кількість населення комуни Вестервік за 1900-2010 роки | Кількість населення комуни Вестервік за 1900-2010 роки | Кількість населення комуни Вестервік за 1900-2010 роки |
| ------------------------------------------------------ | ------------------------------------------------------ | ------------------------------------------------------ | ------------------------------------------------------ | ------------------------------------------------------ |
| Рік                                                    |                                                        |                                                        | Населення                                              |                                                        |
| 1900                                                   | 1900                                                   |                                                        | 39 217                                                 | 39 217                                                 |
| 1940                                                   | 1940                                                   |                                                        | 41 240                                                 | 41 240                                                 |
| 1950                                                   | 1950                                                   |                                                        | 42 177                                                 | 42 177                                                 |
| 1960                                                   | 1960                                                   |                                                        | 42 562                                                 | 42 562                                                 |
| 1970                                                   | 1970                                                   |                                                        | 42 312                                                 | 42 312                                                 |
| 1980                                                   | 1980                                                   |                                                        | 41 263                                                 | 41 263                                                 |
| 1990                                                   | 1990                                                   |                                                        | 39 908                                                 | 39 908                                                 |
| 2000                                                   | 2000                                                   |                                                        | 37 433                                                 | 37 433                                                 |
| 2010                                                   | 2010                                                   |                                                        | 36 206                                                 | 36 206                                                 |
| Джерело: SCB                                           |                                                        |                                                        |                                                        |                                                        |

## Населені пункти
Комуні підпорядковано 10 міських поселень (tätort) та 15 сільських (smaort), більші з яких:
- Вестервік (Västervik)
- Гамлебю (Gamleby)
- Анкарструм (Ankarsrum)
- Еверум (Överum)
- Гуннебу (Gunnebo)
- Піпершерр (Piperskärr)

## Галерея

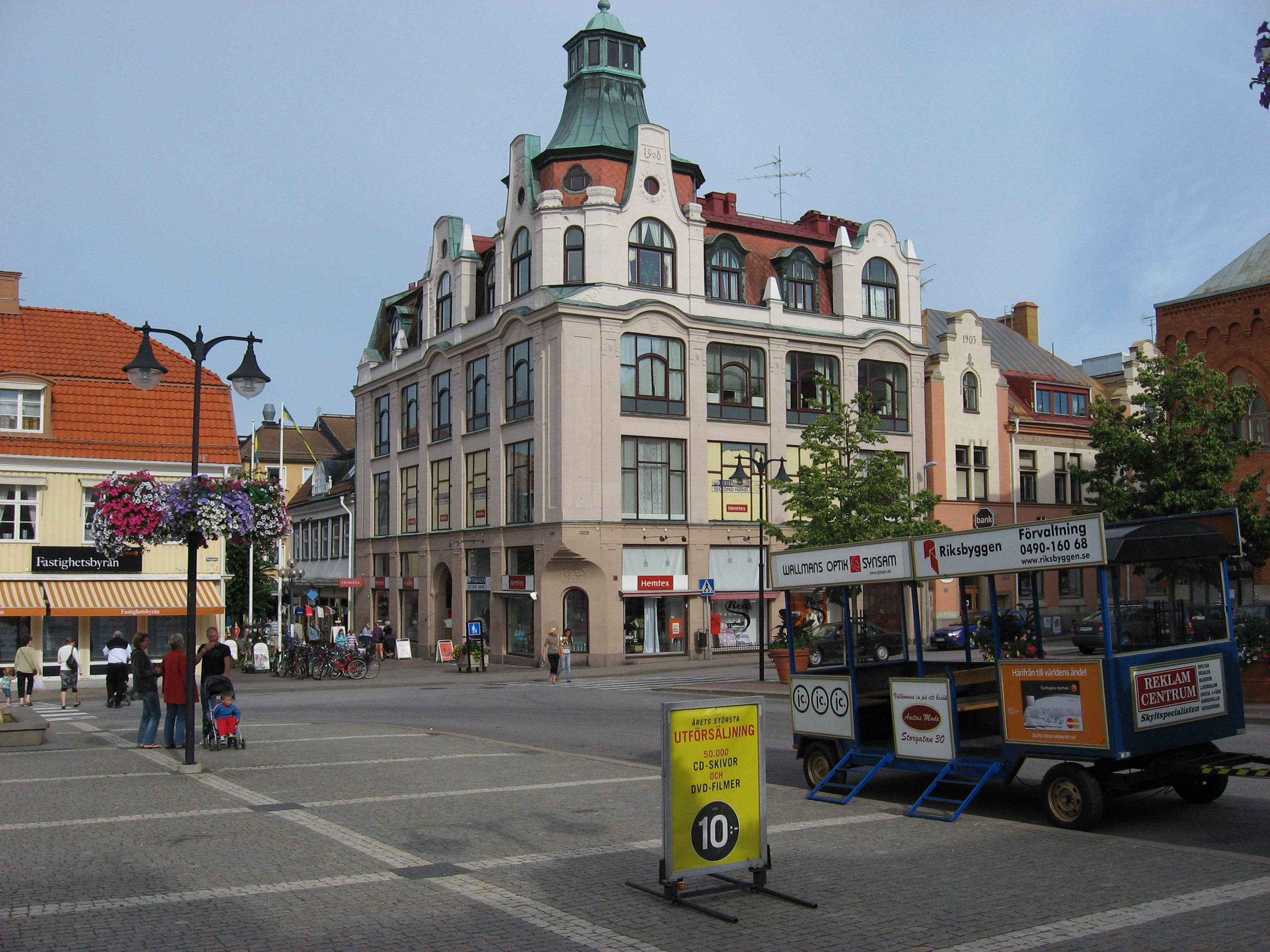
Площа Стура Торгет (Вестервік)
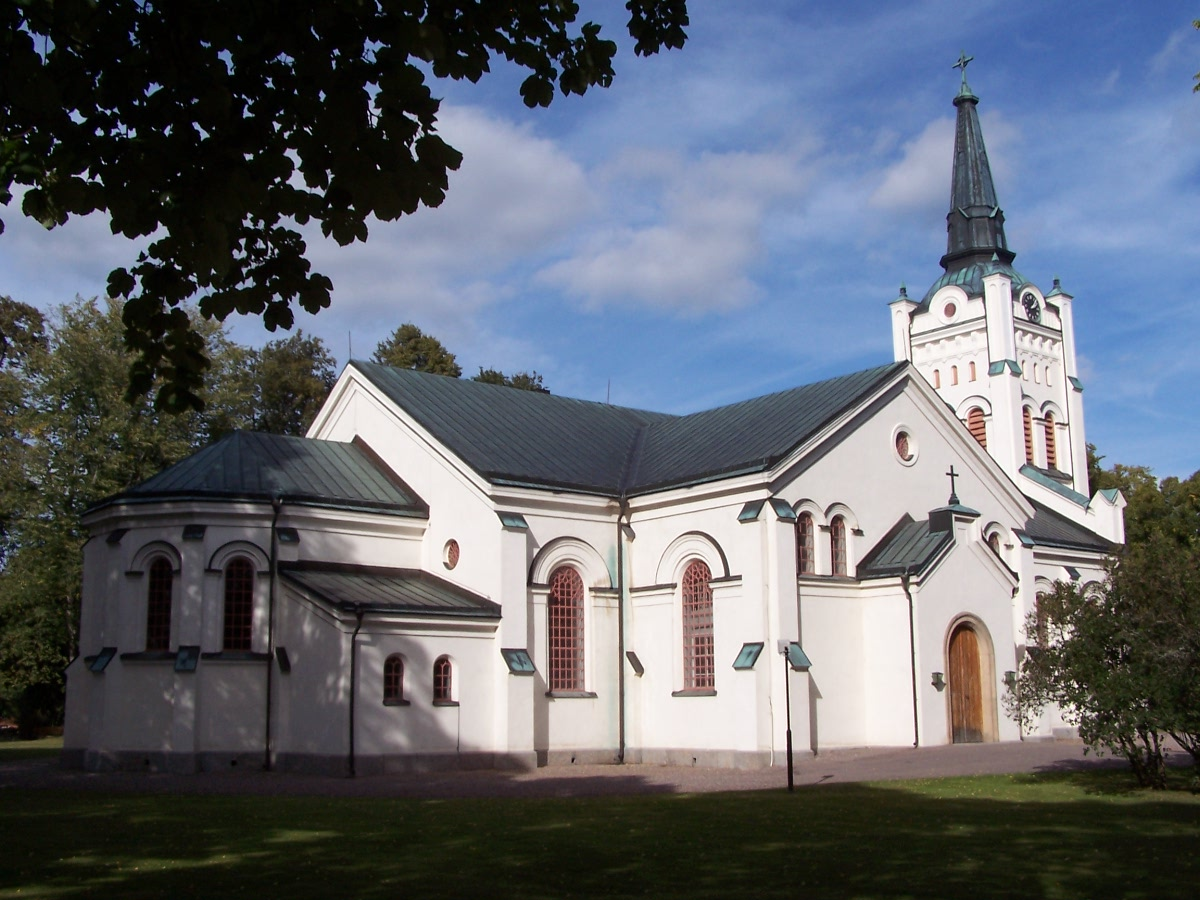
Церква (Вестра-Ед)
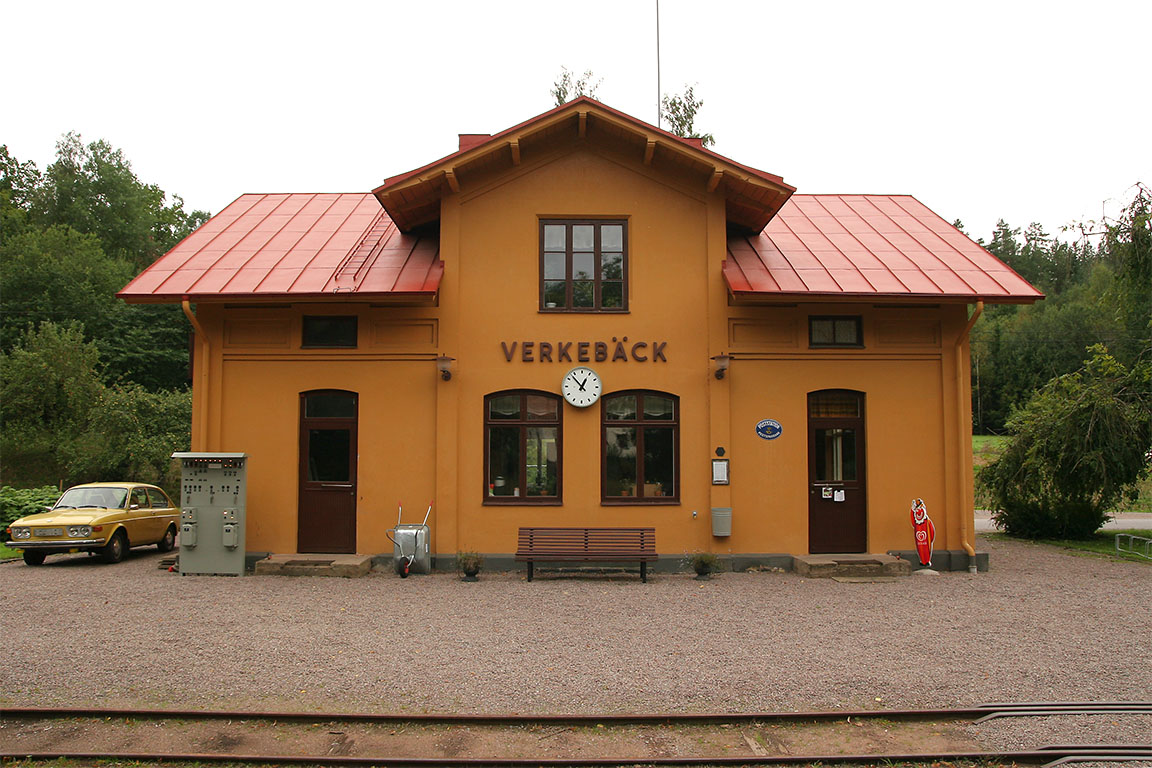
Залізнична станція Веркебек
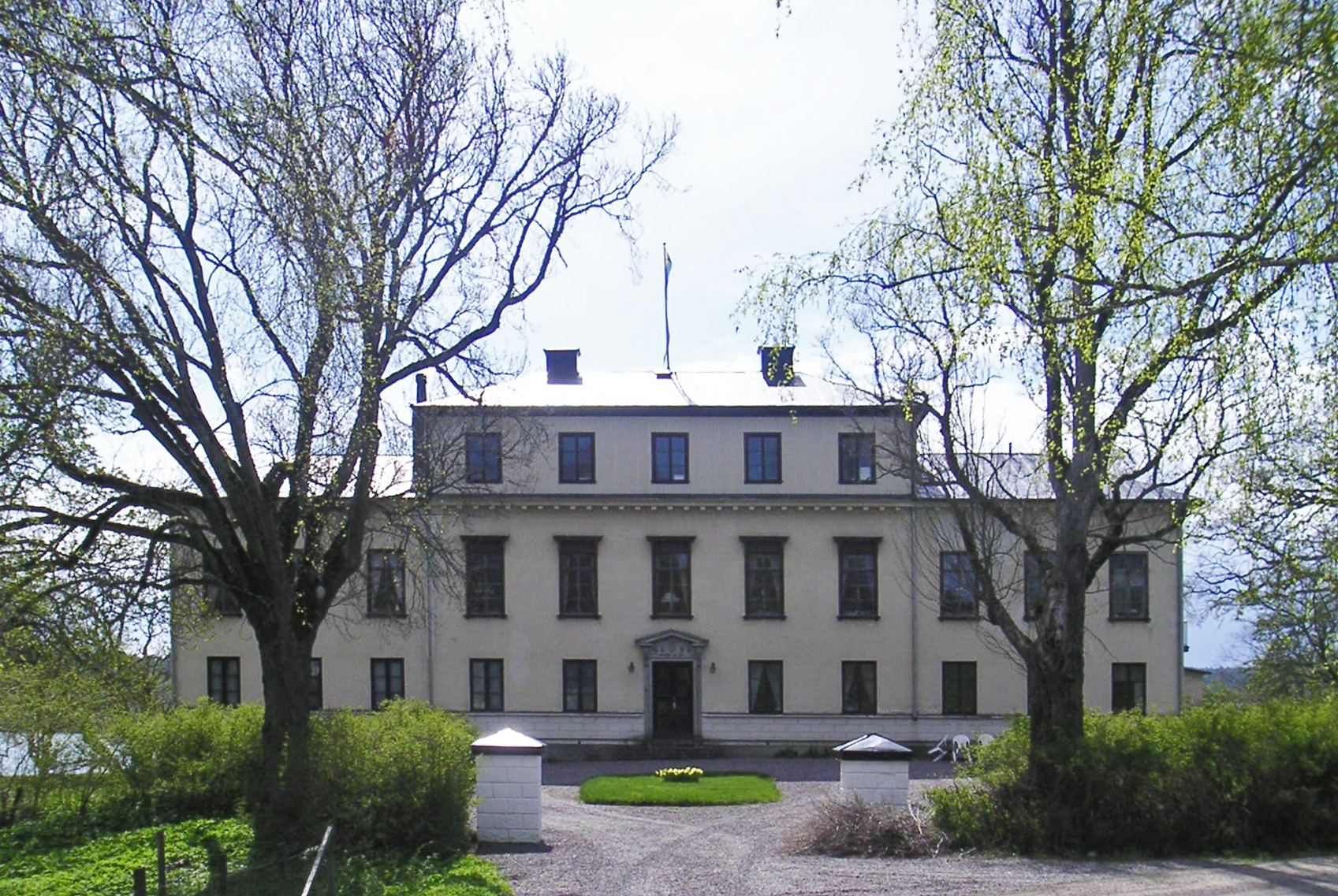
Палац Касімірсборг (Гамлебю)

## Виноски
1. ↑  Andersson P. Sveriges kommunindelning 1863-1993 — Mjölby: Draking, 1993. — 132 с. — ISBN 978-91-87784-05-7
2. ↑  https://www.vimmerbytidning.se/nyheter/vastervik/artikel/harald-hjalmarsson-ville-sluta-nar-barnen-fick-lida/r462465j
3. ↑  Folkmangd i riket, lan och kommuner (шв.) . Центральне бюро статистики Швеції. Архів оригіналу за 20 серпня 2013. Процитовано 28 січня 2013.